# Beatriu de Bas
Beatriu de Bas, coneguda també com a Beatriu de Milany, (c.1070-1142) fou vescomtessa de Bas.
Filla del vescomte de Besalú de Udalard I i d'Ermessenda, senyora de Beuda i Montagut.
L'any 1100 es va casar amb Ponç I de Cervera, castlà del castell de Cervera, senyor dels castells de Ferran, Malacara, Sant Esteve i l'Espluga de Francolí.
El 1127 va heretar el vescomtat de Bas, al morir el seu renebot Pere I de Bas sense descendència.
Amb Ponç tingueren els següents fills:
- Pere I de Cervera (-1137), vescomte de Bas
- Ponç II de Cervera (-1155), vescomte de Bas
- Ramon de Cervera (-1178/82), senyor de l'Espluga Jussana